# Fundació Òpera a Catalunya
La Fundació Òpera a Catalunya (FOC) és una entitat, amb seu a Sabadell, creada al gener del 2020 per gestionar el Circuit Òpera de Catalunya, el qual s'estén a onze ciutats catalanes. En formen part Associació d’Amics de l’Òpera de Sabadell (AAOS) i l'Orquestra Simfònica del Vallès (OSV), amb el suport de lla Fundació Banc Sabadell i la Fundació Fluidra, com també de l'Ajuntament de Sabadell i la Generalitat de Catalunya. La primera òpera que va produir va ser Tosca, de Giacomo Puccini, estrenada al Teatre La Faràndula el 24 de febrer de 2021 i, després de tres sessions a Sabadell, va fer una gira per una gira per Manresa, Sant Cugat del Vallès, Granollers, Reus, Viladecans, Barcelona, Girona i Lleida.